# Hornera bipunctata
Hornera bipunctata is een mosdiertjessoort uit de familie van de Horneridae. De wetenschappelijke naam van de soort is voor het eerst geldig gepubliceerd in 1863 door Roemer.